# Claudio López
Pour les articles homonymes, voir López.
Claudio Javier López, né le 17 juillet 1974 à Río Tercero (Argentine), est un footballeur international argentin évoluant au poste d'attaquant du début des années 1990 au début des années 2010.

## Biographie
Claudio Javier López, surnommé le Pou (El Piojo en castillan), commence sa carrière  professionnelle au Racing Club mais c'est au Valence CF qu'il se fait connaître du public européen. Il remporte la Coupe d'Espagne en 1999 et après la finale de Ligue des champions perdue contre le Real Madrid il est transféré à la Lazio Rome. Il y reste aussi quatre saisons sans vraiment briller. En 2003, il se fait opérer du petit orteil dû à un choc contre une voiture. Il joue au Club América de 2004 à 2007, un club mexicain de football, avant de retourner en Argentine pendant une saison au Racing Club.
En mars 2008, il s'engage avec les Kansas City Wizards. 
En avril 2010, il signe un nouveau contrat avec les Colorado Rapids.

## Carrière
- 1990-1992 :  Estudiantes LP
- 1992-1996 :  Racing Club
- 1996-2000 :  Valence CF
- 2000-2004 :  Lazio Rome
- 2004-2007 :  Club América
- 2007-2008 :  Racing Club
- 2008-2010  :  Kansas City Wizards
- 2010 :  Colorado Rapids[1]

## Palmarès
- 55 sélections et 10 buts en équipe d'Argentine entre 1995 et 2003[2]
- Vainqueur de la Coupe d'Espagne en 1999 avec le Valence CF